# エドワード・アシリング
エドワード・アシリング（エセリング（Edward Ætheling）、または亡命者エドワード（Edward the Exile）、1016年 - 1057年2月）は、イングランド王エドマンド2世とエディス・オブ・イースト・アングリア（Edith of East Anglia, またはÆldgyth）の息子。「亡命者」という添え名は、その生涯のほとんどを祖国イングランドから遠く離れてところで過ごしたことからつけられた。

## 生涯
1016年にデーン人がイングランドを侵略し、エドマンド2世の死を経て、デンマーク王子クヌートがイングランド王に即位した。クヌートはエドマンド2世の子エドワードとエドマンドを大陸に追放した。生後数か月だったエドワードは、この子を殺すようにとの指図書きとともにスウェーデン王オーロフの王宮に連れて行かれた。しかしエドワードは密かにキエフに運ばれた。キエフ大公ヤロスラフ1世の王妃インゲゲルド (Ingegerd Olofsdotter) はオーロフの娘だった。そこからハンガリーに移された。
それから長い年月が経ち、クヌート死後に即位した叔父のイングランド王エドワード懺悔王はエドワードが生きていたことを知り、自分の王位継承者にするためにエドワードをイングランドに呼び戻した。エドワード生存の報せが懺悔王の耳に届いたのは、デーン人による長いイングランド支配からアングロ・サクソン王朝（ウェセックス家）が覇権を取り戻したものの、後継者がおらず、その家系が途絶えかけ、ウェセックス伯ゴドウィンの子であるハロルド・ゴドウィンソン（後のハロルド2世）や、海峡の向こうのノルマンディー公ギヨーム2世（後のウィリアム1世）が次の王位を狙っている時期だった。エドワードはウェセックス家を受け継ぐ最後の頼みの綱であった。
1057年、エドワードはイングランドに帰国したが、到着して2日後に亡くなった。正確な死因は不明であるが、殺された可能性もある。

## 家族
エドワードにはハンガリー王イシュトヴァーン1世の娘とされるアガサという妻がいたが、彼女の出生については諸説ある（en:Agatha, wife of Edward the Exileを参照）。2人には3人の子供がいた。
- エドガー・アシリング
- マーガレット - スコットランド王マルカム3世と結婚
- クリスティーナ（Cristina） - 修道女

エドガーは父に代わって王位継承者に選ばれたが、あまりに若すぎたため、結局ハロルド・ゴドウィンソンに王位を奪われた。